# Jan Vandendriessche
Jan Vandendriessche (6 juni 1961) is een Belgische gewezen krachtballer en ultraloper. Hij werd vijfmaal Belgisch kampioen op de 100 km.

## Biografie

### Krachtbal
Vandendriessche speelde in de jaren tachtig van de twintigste eeuw in eerste klasse van het krachtbal. Eerst bij KBK Ichtegem (1975-1985), daarna bij KBK Heist (1985-2000) en opnieuw KBK Ichtegem (tot 1992). Later werd hij trainer-coach bij KBK Ichtegem, dit deed hij tot eind 2019.

### Ultraloop
In de zomer van 1991 startte Vandendriessche met atletiek. Al in 1992 voltooide hij zijn eerste 100 km (Amiens, 7h54') waarna hij pas officiële marathons begon te lopen. In 1995 werd hij voor het eerst Belgisch kampioen op de 100 km. In 1997 won hij De Nacht van Vlaanderen en werd daarbij voor de tweede maal Belgisch kampioen. Tot 2002 volgden nog drie titels ('98, 2000 en 2002). Hij nam ook zeven maal deel aan het wereldkampioenschap 100 km, met een zesde plaats in Torhout (2002) als beste resultaat. Bij zijn zes deelnames op het Europees Kampioenschap haalde hij een beste resultaat als 7de in Torhout (1998). Met de Belgische mannenploeg behaalde hij Brons (EK2000) en drie maal zilver (WK2001, WK2002 en EK1998).
Het WK 2003 in Taiwan werd door een knieletsel ook zijn laatste wedstrijd.

### International Association of Ultrarunners (IAU)
In september 2004 werd hij verkozen als "Director of Executive Council" vd IAU. Ook in 2008, 2012 en 2016 werd hij telkens herverkozen.
Hij herschreef alle "IAU Guidelines" en introduceerde begin 2005 het "IAU Label System" welke tot op heden nog altijd de kwaliteit van de ultraloopwedstrijden illustreert.
Op 1 november 2020 nam hij ontslag.

## Belgische kampioenschappen
| Onderdeel | Jaar                         |
| --------- | ---------------------------- |
| 100 km    | 1995, 1997, 1998, 2000, 2002 |

## Persoonlijke records
| Onderdeel | Prestatie | Datum            | Plaats  |
| --------- | --------- | ---------------- | ------- |
| marathon  | 2:28.27   | 7 april 1996     | Pezenas |
| 50 km     | 3:01.32   | 10 maart 1996    | Marburg |
| 6 uren    | 89,680 km | 10 november 1996 | Cebazat |
| 100 km    | 6:39.34   | 21 juni 1996     | Torhout |

## Palmares

### marathon
- 1994:  Kooigem (BEL) - 2:42.24
- 1995:  Kooigem (BEL) - 2:31.49
- 1997: (5de) Pezenas (FRA) - 2:28.27 (PR)
- 2000:  Mons-Valenciennes (FRA) - 2:40.31
- 2000:  Olne (BEL) - 3:07
- 2001:  Valenciennes - Mons (BEL) - 2:34.17

### 50 km
- 1993:  50 km Bailleul (FRA) - 3:18.02
- 1995:  Arles-sur-Tech (FRA) - 3:30.16
- 1996:  Tilburg (NED) - 3:06.06
- 1996: (2de) Marburg (GER) - 3:01.32 (PR en toen ook BR)
- 1997:  Tilburg (NED) - 3:15
- 1997:  Gouda (NED) - 3:17
- 1998:  Tilburg (NED) - 3:17
- 1999:  Briele (NED) - 3:15.39
- 2001:  50 km van Kluisbergen - 3:27.35
- 2002:  Zolder (BEL) - 3:14.18

### 60 km
- 1999:  Zestig van Texel - 3:57.33

### 100 km
- 1992: eerste 100 km, Amiens (FRA) - 7:54.24
- 1993: Torhout (Nacht van Vlaanderen) - 8:16.00
- 1994:  Valenciennes - 7:44.38 (1)
- 1994: Torhout (Nacht van Vlaanderen) - 7:34.24
- 1994: Gravigny (FRA) - 7:49.29 (2)
- 1995: La Rochelle (FRA) - 7:22.12 (3)
- 1995: Chavagnes-en-Paillers (FRA) EC 100 km - 7:10.58
- 1995:  BK in Torhout - 6:49.22 (4e Nacht van Vlaanderen)
- 1995: Amiens (FRA) - 6:55.52 (8)
- 1996: Moscow (RUS) WC 100 km - 6:50.30 (12)
- 1996: 4e Nacht van Vlaanderen - 6:39.34 (PR)
- 1997: (2de) Rognonas (FRA) - 7:01.00
- 1997:  BK / Nacht van Vlaanderen in Torhout - 6:48.11
- 1997: Winschoten (NED) WC 100 km - 6:57.15
- 1997:  Nakamura (JPN) - 7:11.45
- 1998:  BK in Torhout - 6:51.43 (4e Nacht van Vlaanderen)
- 1998: 7e WK in Nakamura (JPN) - 7:04.23
- 1999: (2de) Boston (USA) - 6:55
- 2000: Belves (FRA) EC 100 km - 7:09.09
- 2000:  BK in Torhout - 6:48.24 (7e Nacht van Vlaanderen)
- 2000: 12de WK in Winschoten (NED) - 6:52.11
- 2001: 13e WK in Cleder - 7:02.00
- 2002:  BK in Torhout  WC 100 km - 6:48.22 (6e WK - Nacht van Vlaanderen)
- 2003: 14de Chernogolovka (RUS) - EK 7:04.12
- 2003:  Nouvion (FRA) - 7:03.11
- 2003: 20ste  Tainan (TPE) WK - 8:14.00

### 4 uur
- 2003 :  La Sentinelle (FRA) - 59,664 km (parcoursrecord)

### 6 uur
- 1995:  La Gorgue (FRA) - 85,730 km
- 1995:  Herne (BEL) - 87,950 km
- 1995:  Cebazat (FRA) - 86,980 km
- 1996:  Cebazat (FRA) - 89,680 km (PR)
- 1998:  Gistel (BEL) - 87, km
- 2001:  Stein - 88,918 km

### Andere
- 1994: London to Brighton (GBR) - 88.514 km in 6:36.04 (7de)
- 1995: La Paolina - Morosaglia (Corsica) - 72 km in 4:48.02 (1ste en parcoursrecord)
- 1997: Two Ocean marathon (RSA) - 56 km in 3:45 (131)
- 1999: Comrades marathon (RSA) - 90 km in 6:13 (40ste/20.000)
- 2002: Rennsteiglauf (GER) - 74,4 km in 5:21.42 (3de)